# John Gibbs (Bischof)
Jonathan Gibbs (* 15. März 1917 in Bournemouth; † 20. Dezember 2007 in Cambridge) war ein britischer anglikanischer Theologe und Bischof von Coventry.
Nach dem Abschluss der Schule arbeitete Jonathan Gibbs zunächst, er ging dann aber nach Bristol, um am Western College zu studieren und daneben eine theologische Ausbildung als Priester in der kongregationalistischen Kirche von der London University zu erhalten. Von 1943 bis 1949 arbeitete er als Gemeindepriester in verschiedenen kongregationalistischen Kirchengemeinden. 1949 übernahm er eine Verwaltungsposition im Christlichen Studenten-Weltbund. 1955 entschloss er sich, zur anglikanischen Kirche überzutreten, und erhielt erneut eine theologische Ausbildung am Lincoln Theological College in Lincoln. Danach wurde Gibbs Gemeindepriester in Bristol. Aber nach nur zwei Jahren in diesem Amt wurde er zum Priester und Leiter der theologischen Abteilung am St Matthias College einer Lehrerausbildungsstätte in Bristol berufen. 1962 wurde er der stellvertretende Leiter des St Matthias College. Von 1964 bis 1967 arbeitete er am Keswick Hall College, ebenfalls einer Einrichtung zur Lehrerausbildung in Keswick in Norfolk. 1967 berief ihn die anglikanische Kirche in die „Durham Commission on the Future of Religious Education in Schools“ und 1968 ordnete man ihn gleichzeitig dem Bischof von Norwich zu. 1973 wurde er zum Suffraganbischof von Bradwell in Essex berufen. 1976 wurde er dann zum Bischof von Coventry berufen. Jonathan Gibbs war damit der einzige Priester, der aus einer kongregationalistischen Kirche stammend zum Bischof der anglikanischen Kirche berufen wurde. Als Bischof von Coventry war Jonathan Gibbs von 1982 bis 1985 ein Mitglied des House of Lords. Nachdem er 1985 als Bischof von Coventry in den Ruhestand gegangen war, war er noch für die Synode der anglikanischen Kirche tätig.
Johnathan Gibbs war seit 1943 verheiratet und hatte einen Sohn und eine Tochter.